# 福田雅太郎
福田雅太郎（日语：／ Fukuda Masataro，1866年7月7日—1932年6月1日），日本西海道肥前國彼杵郡大村鄉（今長崎縣大村市）人，關東戒嚴司令部司令官、樞密院顧問官。
| 官衔                                  | 官衔                                          | 官衔                |
| ------------------------------------- | --------------------------------------------- | ------------------- |
| 樞密院                                |                                               |                     |
| 顧問官 1930年4月18日－1932年6月1日    |                                               |                     |
| 军职                                  |                                               |                     |
| 關東戒嚴司令部                        |                                               |                     |
| 前任： 職位創建                       | 司令官 1923年9月3日－1923年9月20日            | 繼任： 山梨半造     |
| 軍事參議院                            |                                               |                     |
| 軍事參議官 1923年8月6日－1925年5月1日 |                                               |                     |
| 臺灣軍                                |                                               |                     |
| 前任： 柴五郎                         | 司令官 1921年5月4日－1923年8月6日             | 繼任： 鈴木莊六     |
| 參謀本部                              |                                               |                     |
| 前任： 無（上一相同頭銜： 田中義一）  | 參謀次長 1918年10月10日－1921年5月5日         | 繼任： 菊池慎之助   |
| 前任： 宇都宮太郎                     | 第二部長 1914年5月11日－1916年5月2日          | 繼任： 町田經宇     |
| 第5師團                               |                                               |                     |
| 前任： 小原傳                         | 師團長 1917年8月6日－1918年10月10日           | 繼任： 山田隆一     |
| 關東都督府                            |                                               |                     |
| 前任： 星野金吾                       | 陸軍部參謀長 1912年12月26日－1914年5月11日    | 繼任： 西川虎次郎   |
| 第18師團                              |                                               |                     |
| 前任： 橋本勝太郎                     | 歩兵第24旅團長 1911年9月6日－1912年12月26     | 繼任： 增田通       |
| 第16師團                              |                                               |                     |
| 前任： 遠藤伸二郎                     | 歩兵第53連隊長 1910年11月30日－1911年9月6日   | 繼任： 齋藤季治郎   |
| 前任： 若見虎治                       | 歩兵第28連隊長 1909年11月30日－1910年11月30日 | 繼任： 久邇宮邦彥王 |
| 第3師團                               |                                               |                     |
| 前任： 山梨半造                       | 參謀長 1905年12月20日－1907年1月12日          | 繼任： 西川虎次郎   |
| 第1軍                                 |                                               |                     |
| 參謀 1904年8月29日－1905年12月9日     |                                               |                     |